# 4e division d'infanterie (Allemagne)
Pour les articles homonymes, voir 4e division d'infanterie.
La 4e division d'infanterie, en allemand 4. Infanterie Division, était une unité du temps de paix, ou de la 1er vague, de l'armée de terre allemande (Wehrmacht Heer). Elle participa à la Seconde Guerre mondiale.

## Création
La 4. Infanterie-Division est créée le 1er octobre 1934 à Dresde dans la 4e région militaire (Wehrkreis IV) à partir des composants de la 4e division de la Reichswehr, cependant l'unité porte d'abord le nom de couverture d’Artillerieführer IV. La division ne prendra officiellement son véritable nom (4. Infanterie-Division) que le 15 octobre 1935.

## Commandants
| Date                              | Grade           | Commandant        |
| --------------------------------- | --------------- | ----------------- |
| 1er avril 1934 - 10 novembre 1938 | Generalmajor    | Erich Raschick    |
| 10 novembre 1938 - 15 août 1940   | Generalleutnant | Erik-Oskar Hansen |

## Théâtres d'opérations
- Pologne : septembre 1939
- Rhin : décembre 1939 - mai 1940
- Eifel, Belgique : juin 1940
- Somme, France : juillet 1940
- Königsbrück, Allemagne : août 1940

## Composition

### Composition à la mobilisation, le 18 août 1939
- Infanterie-Regiment 10
- Infanterie-Regiment 52
- Infanterie-Regiment 103
- Artillerie-Regiment 4
  - I./Artillerie-Regiment 40
- Div. Einheiten 4
  - Pionier-Bataillon 13

## Réorganisation
Le 15 août 1940, la 4e division d'infanterie est réorganisée pour devenir la 14. Panzer-Division.